# Kala (musikalbum)
Kala är det andra studioalbumet av den lankesisk-brittiska artisten M.I.A., utgivet den 8 augusti 2007 på XL Recordings. Albumet har en danceorienterad stil och kretsar mycket kring sydasiatisk musik med instrument som urumee, en trumma som används i gaanamusiken från Tamil Nadu, Indien. Låtarna skrevs och producerades huvudsakligen av M.I.A. och Switch, med bidrag från Timbaland, Diplo, Afrikan Boy och The Wilcannia Mob.
M.I.A. namngav albumet efter sin mor, i kontrast mot hennes första album Arular med titel efter hennes far. Hon har sagt att moderns kamp i livet är ett huvudtema på skivan. Inspelningen började tidigt 2006 och M.I.A. arbetade med låtarna på flera platser runtom världen, däribland Indien, Jamaica, Australien, Liberia och Trinidad. Hon hade även planerat arbeta med albumet i USA men nekades ett långtidsvisum där.

## Låtlista
1. Bamboo Banga
2. Bird Flu
3. Boyz
4. Jimmy
5. Hussel Ft Afrikan Boy
6. Mango Pickle Down River Ft Wilcanni A Mob
7. 20 Dollar
8. World Town
9. The Turn
10. Xr2
11. Paper Planes
12. Come Around Ft Timbaland

Finns endast som CD i Sverige. Download version på M.I.A. hemsida.